# Quentin Noël
Quentin Noël est un joueur belge de hockey sur gazon né le 10 février 1978 à Bruxelles en Belgique.

## Biographie

### Le joueur
- Joueur depuis 1985 au Royal Evere White Star Hockey Club
- Présélections -16 ans (Alain Geens, Francis Gierts)
- 1996 : Champion de Belgique sur gazon avec le Royal Evere White Star Hockey Club
- 1997 : participation à la Coupe d’Europe en salle des clubs champions (division B) à Budapest
- 1997 : participation à la Coupe d’Europe des clubs Champions (division B) à Cagliari
- 1997 : participation à la Coupe du Monde -21 ans à Milton Keynes (Alain Geens, Michel van den Boer)
- 1998 : participation au championnat d’Europe -21 ans à Poznań (Michel van den Boer, Alain Geens)
- Champion de Belgique en salle en 2000, 2005 et 2006
- Vainqueur de la Coupe de Belgique en 2000 et 2001
- 2001 : vainqueur de la Coupe d’Europe en salle des clubs champions (division C) à Bruxelles
- 2001 : participation à la Coupe d’Europe des vainqueurs de Coupe (Division A) à Bois-le-Duc
- 2002 : participation à la Coupe d’Europe des vainqueurs de Coupe (Division A) à Oranje Zwart
- 2005 : champion de Belgique en division 2
- 2006 : vainqueur de la Coupe d’Europe en salle des clubs champions (division C) à Göteborg
- 2007 : participation à la Coupe d’Europe en salle des clubs champions (division B) à Bruxelles
- 2013 : vainqueur du championnat de Belgique de Nationale 2A avec le Royal Evere White Star Hockey Club

### L'entraîneur
- Entraîneur et coach d’équipes jeunes depuis à l’âge de 16 ans au Royal Evere White Star Hockey Club
- Participation en tant que moniteur et organisateur à différents stages de perfectionnement organisés par le Royal Evere White Star Hockey Club
- Participation en tant que moniteur à différents stages de perfectionnement organisés par la Association royale belge de hockey
- Participation en tant que moniteur à différents stages de découverte du hockey organisés par l’Adeps
- Entraîneur et coach (T1) de l’équipe 1re Dames du Royal Evere White Star Hockey Club de 2001 à 2005 (division 2 et 1)
- Coach de l’équipe de l’équipe messieurs du Royal Evere White Star Hockey Club, championne en salle en 2005
- Responsable sportif de l’école des jeunes du Royal Evere White Star Hockey Club depuis 2006
- Entraîneur et coach (T1) de l’équipe 1re Dames du R. Uccle Sport de septembre à novembre 2010 en Division Honneur sur gazon.
- Entraîneur et coach (T1) de l’équipe 1re Dames du R. Uccle Sport de décembre 2010 à février 2011 en Division Honneur en salle.
- Entraîneur et coach (T1) de l'équipe nationale de Belgique Dames Indoor depuis 2011.

## Statistiques
Dernière mise à jour : 31 janvier 2013
| Belgique (salle)                   | 1er septembre 2011 | Aujourd'hui | 11 | 8  | 1 | 2  | 73.00 |
| Royal Evere White Star Hockey Club | 17 novembre 2013   | 11 mai 2014 | 14 | 5  | 1 | 8  | 35.71 |
| Total                              | Total              | Total       | 25 | 13 | 2 | 10 | 52.00 |

NB : Les statistiques incluent les matchs de championnat, coupes, playoffs et barrages.